# Girolamo Salimbeni
Girolamo Salimbeni (XVI secolo – XVII secolo) è stato un attore teatrale italiano.
Entrò nel 1593 nella compagnia dei Gelosi a Genova, spostandosi poi a Firenze nel 1594. Nel 1608 si spostò in Francia.
Tra i suoi personaggi si ricordano Zenobio e Piombino.